# Diecezja Santo Amaro
Diecezja Santo Amaro (łac. Dioecesis Sancti Mauri) – diecezja Kościoła rzymskokatolickiego w Brazylii. Należy do metropolii São Paulo wchodzi w skład regionu kościelnego Sul 1. Została erygowana przez papieża Jan Pawła II bullą Ea in regione w dniu 15 marca 1989.